# Treffling, Mölbling
Treffling je naselje v Občini Mölbling v Okraju Šentvid ob Glini na Koroškem v Avstriji.